# Таван Атал
«Тӑван Атӑл» (чув. Тӑван Атӑл — «Родная Волга») — литературно-художественный журнал на чувашском языке.
В настоящее время журнал выпускает Издательский дом «Хыпар», Чебоксары, Чувашия. Главный редактор — Т. Г. Вашуркина.

## История
Издаётся с 1931 года. В 1931—1935 годах выходил под названием «Трактӑр» (Трактор), в 1936—1939 годах не издавался, в 1940—1944 годах печатался под наименованием «Илемлӗ литература» (Художественная литература), вышли в свет 17 книг. В 1944 году при издании 18-й книги переименован. До 1965 года выходил как литературный альманах. В 1965 году со второго номера периодическое издание — журнал.
В 1981 году журнал был награждён орденом «Знак Почёта».
В 2018 году журнал участвовал в конкурсе Союза журналистов России «Пять лучших этнических изданий России» и стал победителем в номинации «Лучшее литературно-художественное издание».
Ранее журнал выпускал Издательский дом «Атӑл-Волга».

## Редакторы журнала в разные годы
- Никифор Васьанкка
- Илья Тукташ
- Аркадий Эсхель
- Семён Эльгер
- Яков Ухсай
- Александр Калган
- Василий Осипов
- Мишши Уйп (1954—1957)
- Василий Алендей
- Владимир Абашев
- Леонид Агаков
- Пётр Львов
- Александр Галкин
- Георгий Краснов
- Лаврентий Таллеров (1979—1989)
- Фёдор Агивер
- Татьяна Вашуркина